# Nova Germania

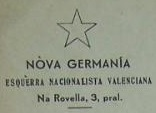
Logo de Nova Germania-Esquerra Nacionalista Valenciana.

Nova Germania (Nueva Hermandad) fue un grupo político valencianista fundado en diciembre de 1935 por miembros de la Agrupació Valencianista Republicana (AVR) disconformes con su fusión con el Centre d'Actuació Valencianista (CAV) que dio nacimiento al Partit Valencianista d'Esquerra (PVE). Su líder fue Enric Bastit, que había sido candidato del Front d'Esquerres, del que formaba parte la AVR, en las elecciones generales de noviembre de 1933. Se dio a conocer mediante un manifiesto «A la opinió pública valencianista i esquerrana» publicado el 19 de diciembre de 1935 en el diario republicano El Mercantil Valenciano. A partir de septiembre de 1936, dos meses después de iniciada la guerra civil española, su nombre completo fue Nova Germania-Esquerra Nacionalista Valenciana.
El motivo fundamental de su discrepancia con la mayoría de la AVR que les llevó a fundar un nuevo grupo político fue que desconfiaban de la sinceridad de la evolución de la CAV hacia posiciones de izquierda debido a que hasta septiembre de 1934 había defendido el «valencianismo totalitario» propugnado por el conservador Joaquim Reig, que pretendía aglutinar a todas las organizaciones valencianistas dejando de lado sus posiciones políticas, y a lo que la AVR se opuso. La nueva posición de la CAV la consideraron «dudosa» y «de unos méritos que no van más allá de unas declaraciones de republicanismo de hace unos meses». El segundo motivo fue el apoyo que la AVR dio —y posteriormente el nuevo partido PVE— a la sociedad Proa. Consell de Cultura i Relacions Valencianes, a la que Nova Germania acusaba de encubrir, bajo una fachada cultural, una actitud política «valencianista totalitaria», aunque esta acusación no parece que tuviera fundamento.
Según el historiador Alfons Cucó, Nova Germania «no presentó alternativas políticas sustanciales respecto al núcleo mayoritario de la AVR ni, posteriormente, respecto al Partit Valencanista d'Esquerra». Pero tras el inicio de la guerra civil española aunó el valencianismo con el marxismo. En la asamblea general extraordinaria que celebró el 16 de septiembre de 1936 adoptó el siguiente acuerdo: «Declarar la identidad de Nova Germania, Esquerra Nacionalista Valenciana, con los ideales marxistas, reafirmando al mismo tiempo su nacionalismo propugnador de la libertad del País Valenciano». En esa misma asamblea se acordó también  proponer «a todas las organizaciones marxistas valencianas... su unificación en un único partido (Partit Socialista Unificat del País Valencià) del que aspiraría a formar parte Nova Germania» (según Alfons Cucó, tomaba como modelo el Partit Socialista Unificat de Catalunya, PSUC, convertido en la rama catalana del Partido Comunista de España).
La propuesta de crear un único partido marxista valenciano la reiteró dos días después la rama juvenil, Joventut Nova Germania, y en una nota hecha pública el 1 de diciembre se informaba de que había llegado a «un acuerdo de fusión [con las Juventudes Socialistas Unificadas, JSU, controladas por los comunistas]... como guion inicial de una entidad juvenil marxista, cada día más potente, que en las tierras del País Valenciano (Valencia, Alicante y Castellón) abra nuevos horizontes a sus libertades nacionales». Al mes siguiente Enrique Cerezo Senís, uno de los líderes de las JSU en Valencia, informaba de que en su sexto congreso provincial se había acogido «a los jóvenes valencianista con toda efusión, prometiendo la mayor atención hacia los problemas del País Valenciano». A partir de entonces prácticamente desapareció la actuación pública de la Joventut así como la de la propia Nova Germania, también integrada en la órbita del Partido Comunista de España.